# Margot Heinemann
Margot Claire Heinemann (ur. 18 listopada 1913 w Londynie, zm. 9 czerwca 1992 tamże) – angielska pisarka i nauczycielka.

## Życie i działalność
Margot Heinemann urodziła się jako druga córka bankiera Meyera Maxa Heinemanna oraz Selmy Schott, pary Żydów, którzy imigrowali z Frankfurtu. Jej jedyny brat urodził się cztery lata później. Margot uczyła się w South Hampstead High School, King Alfred School oraz w Roedean School. W trakcie studiów na University of Cambridge zainteresowała się polityką i przyłączyła do klubu socjalistów, a po przejściu przez Cambridge marszy głodowych w lutym 1934 roku przystąpiła do Komunistycznej Partii Wielkiej Brytanii. W jej kręgach w 1935 roku poznała i związała się z Johnem Cornfordem, angielskim poetą i komunistą, który rok później zginął w hiszpańskiej wojnie domowej.
Po ukończeniu studiów zatrudniła się jako nauczycielka dziewcząt w Cadbury's Continuation School w Bournville. W 1937 wyjechała, by dołączyć do Labour Research Department w Londynie, gdzie przez 12 lat zajmowała się strukturą płac w brytyjskim przemyśle, prowadziła wykłady dla związkowców, głównie górników. Wśród prac publikowanych głównie w Labour Research i Labor Monthly, niekiedy pod pseudonimem Margaret Hudson, często pojawiają się tematy dotyczące warunków panujących w górnictwie.
W latach czterdziestych współpracuje z komunistyczną prasą, pod koniec dekady była autorem przemówień Harry'ego Pollitta. W latach 1945–53 była członkiem redakcji Modern Quarterly, w latach 1949–51 redagowała tygodnik World News and Views oraz jego literacki dodatek Daylight (1952–3).
Margot Heinemann popierała kierownictwo partii w przyjęciu sowieckiej polityki kulturalnej reprezentowanej przez Andrieja Żdanowa, zwaną żdanowszczyzną. W latach 1950–51, w polemice na łamach Modern Quarterly, stanęła po stronie Maurice’a Cornfortha, który rozpoczął atak na teorie estetyczne Christophera Caudwella. Margot Heinemann w niezachwianej proradzieckiej postawie miała wsparcie swojego partnera Johna Bernala, z którym związała się w 1949 r. Po urodzeniu ich córki Jane w 1953 r. Heinemann nie powróciła do pełnoetatowej działalności partyjnej.
W 1959 powróciła do nauczania, a od 1965 wykładała angielski na Goldsmiths' College w Londynie. Wraz ze swoją przyjaciółką z czasów Labour Research Department, Noreen Branson, jest współautorką książki Britain in the Nineteen Thirties (1971), współredaguje także Culture and Crisis in Britain in the Thirties (1979).
Margot Heinemann zmarła na zapalenie oskrzeli 9 czerwca 1992 r. w domu opieki w Putney w Londynie. Jej prochy zostały rozsypane w Ross w Szkocji.

## Dzieła
- Britain's coal: A Study of the Mining Crisis, 1944
- Wages Front, 1947
- Coal must come first, 1948
- The Tories and how to beat them, 1951
- The Adventurers, 1960
- Britain in the Nineteen Thirties, 1971 (z Noreen Branson)
- Experiments in English Teaching - New Work in Higher and Further Education 1976 (z David Craig)
- Culture and Crisis in Britain in the 30s, 1979 (z Jon Clark, David Margolies i Carole Snee)
- Puritanism and Theatre: Thomas Middleton and Opposition Drama under the Early Stuarts, 1980